# Турач південний
Тура́ч південний (Scleroptila gutturalis) — вид куроподібних птахів родини фазанових (Phasianidae). Мешкає в Східній і Південній Африці.

## Опис

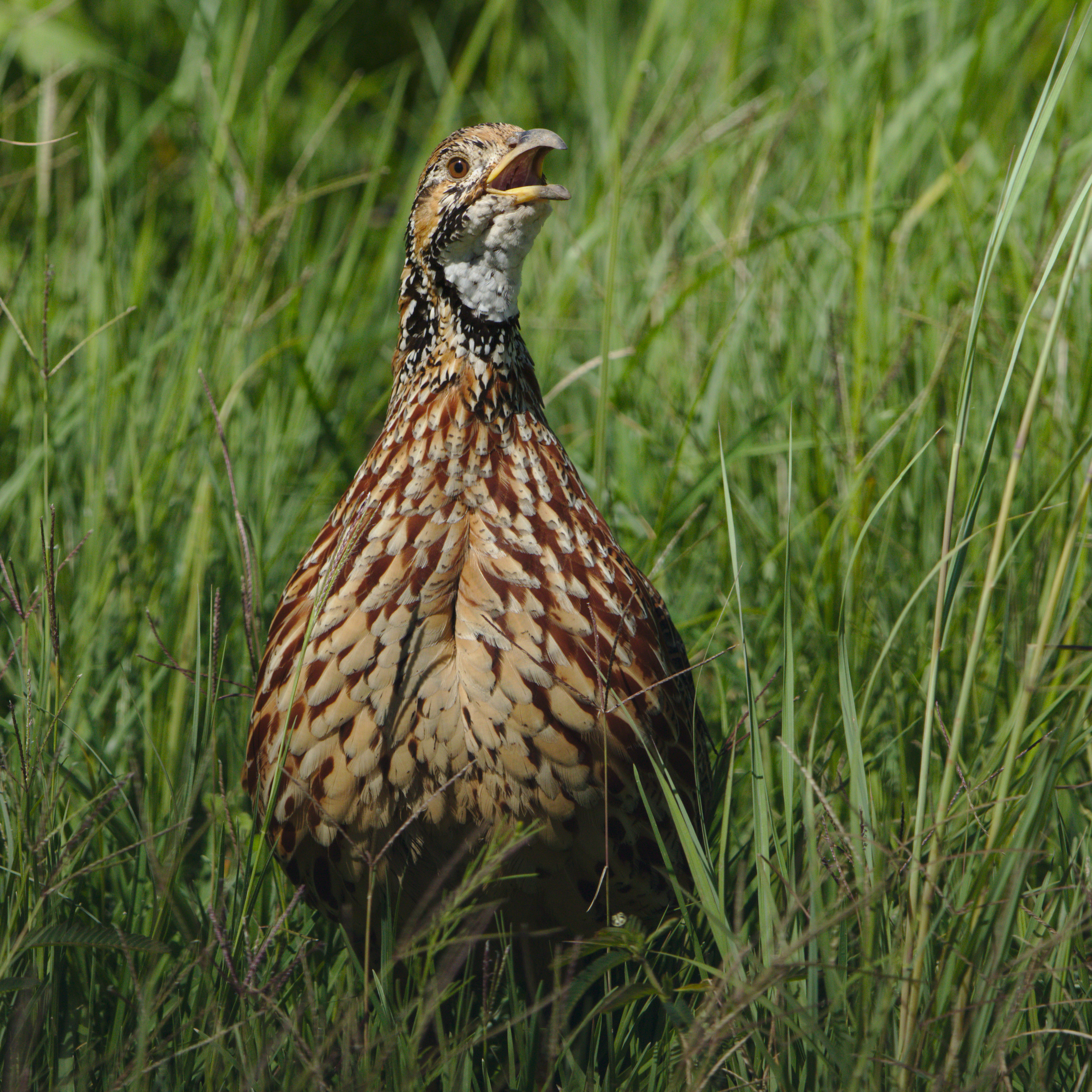
Південний турач

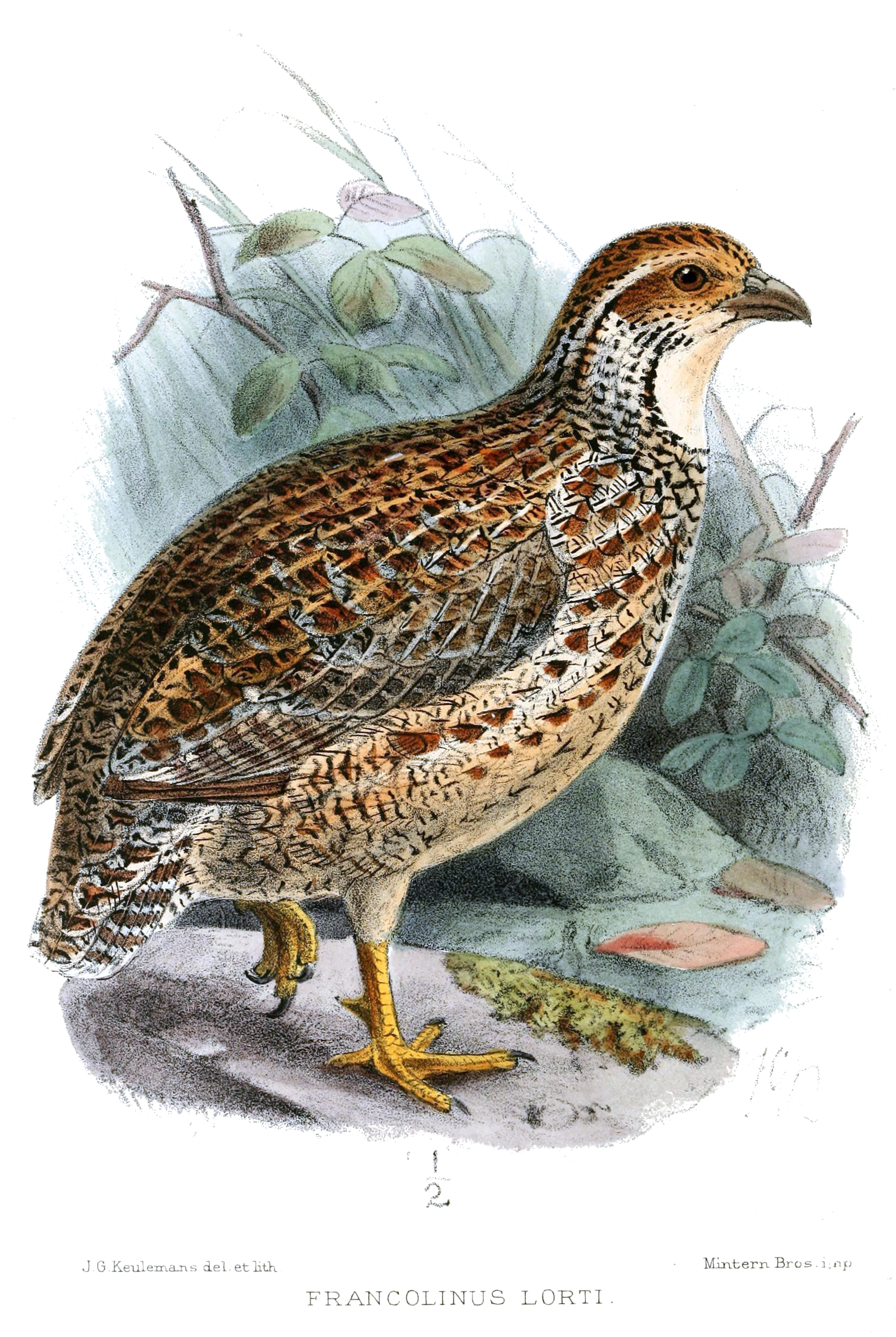
Південний турач

Довжина птаха становить 32-35 см. Самці важать 370-528 г, самиці 379-450 г. Верхня частина тіла коричнювато-сіра, поцяткована булими плямкаи і чорними смужками. Груди і нижня частина тіла охристі, поцятковані коричнеавими плямками і смужками. На крилах руді плями. Голова і шия охристі, від очей о шиї ідуть смуги з чорних і білих плямок. Горло біле, відділене від грудей чорним "комірцем". Дзьоб чорнувато-коричневий, біля основи жовтий. Очі карі, лапи темно-жовті. Самиці і самиці не відрізняються за забарвленням. У представників підвиду S. g. levalliantoides голова і нижня частина тіла мають світло-піщане забарвлення.

## Підвиди
Виділяють шість підвидів:
- S. g. gutturalis (Rüppell, 1835) — Еритрея і північна Ефіопія;
- S. g. archeri (Sclater, WL, 1927) — південна Ефіопія, схід Південного Судану, північна Уганда і північно-західна Кенія;
- S. g. lorti (Sharpe, 1897) — північне Сомалі;
- S. g. jugularis (Sharpe, 1897) — південно-західна Ангола;
- S. g. pallidior (Neumann, 1908) — північна Намібія;
- S. g. levalliantoides (Smith, A, 1836) — від східної Намібії і південної Ботсвани до центральних районів ПАР.

## Поширення і екологія
Південні турачі мешкають в Ефіопії, Еритреї, Сомалі, Південному Судані, Уганді, Кенії, Анголі, Намібії, Ботсвані і Південно-Африканській Республіці. Вони живуть на сухих гірських луках, в саванах і рідколіссях, в сухих чагарникових заростях, на кам'янистих гірських схилах. Зустрічаються на висоті до 2500 м над рівнем моря.

## Поведінка
Південні турачі зустрічаються зграйками до 12 птахів. Живляться насінням, цибулинами і бульбами рослин, зокрема з роду Moraea, доповнюють свій раціон комахами.
Південні турачі є моногамними. Гніздо являє собою невелику заглибину, викопану в землі, сховану серед трави. В кладці від 5 до 8 рожевуватих або охристих яєць, іноді поцяткованих бурими плямками. Початок сезону розмноження різниться в залежності від регіону.